# HD 158460
HD 158460，又名BD+60 1754，SAO 17472、HR 6511，是一颗恒星，视星等为5.65，位于銀經88.89，銀緯33.88，其B1900.0坐标为赤經17h 24m 23.7s，赤緯+60° 33.88′ 56″。